# Велькер, Фридрих Готлиб
Фридрих Готлиб Велькер (нем. Friedrich Gottlieb Welcker; 4 ноября 1784, Грюнберг (Гессен) — 17 декабря 1868, Бонн) — немецкий классический филолог, археолог, библиотекарь

, педагог, профессор.

## Биография

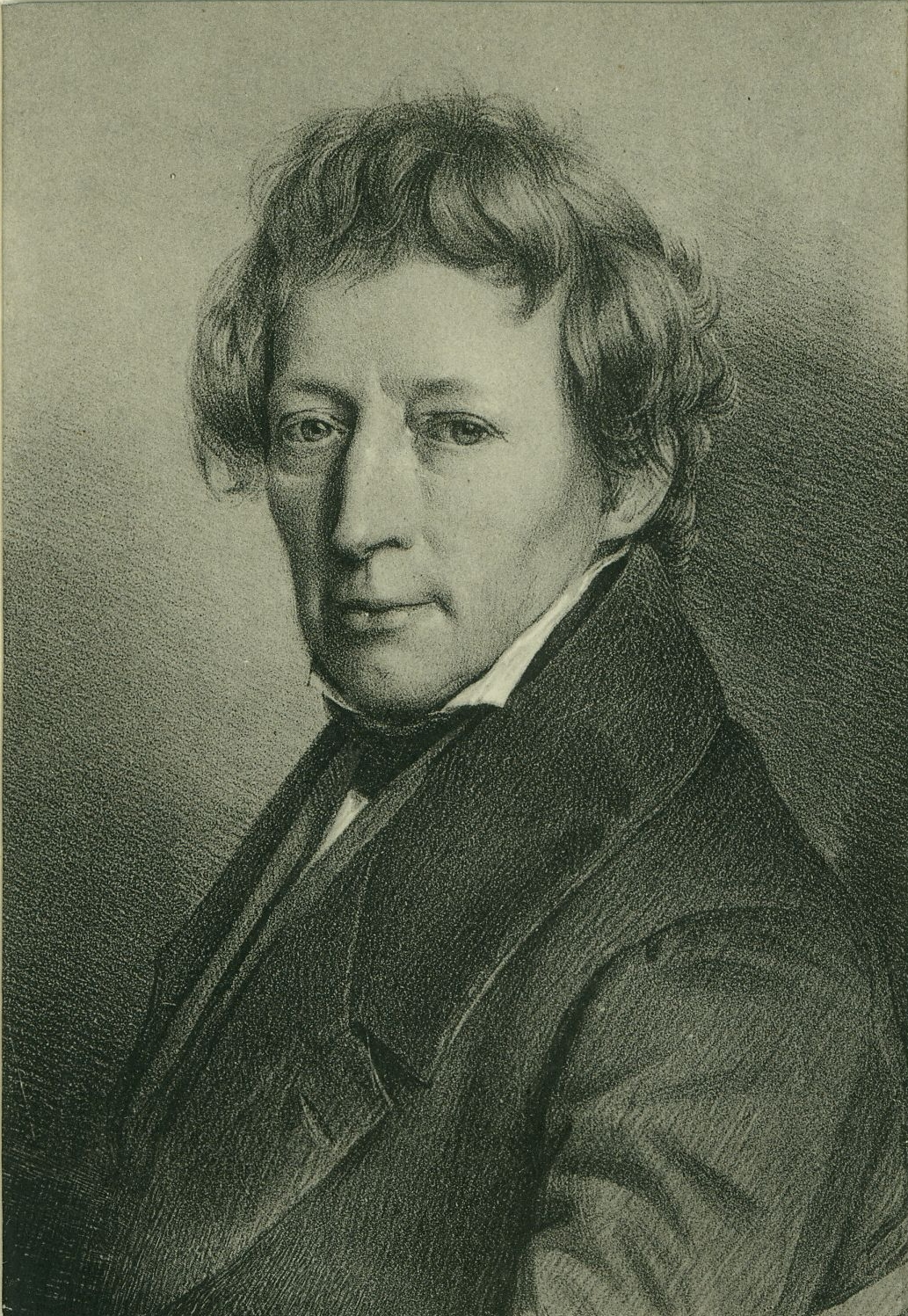
Фридрих Готлиб Велькер. 1840 г.

Был одним из 17 детей священника Иоганна Генриха Фридриха, старший брат политика Карла Теодора Велькера.
Изучал филологию и богословие в Гисенском университете, где позже некоторое время был доцентом. В 1806 году осуществил поездку в Италию. В Риме занял место домашнего учителя в семье у В. Гумбольдта, с которым тесно сдружился. Во время двухлетнего пребывания Ф. Велькера в Риме было положено основание предпринятому им исследованию религий древности в их историческом развитии и в связи с возникшими из них поэзией и искусством.
По возвращении в Германию был назначен профессором греческой литературы и археологии.
В 1814 году добровольцем принял участие в Освободительной войне в Германии.
Столкновение с властями, преследовавшими его за либерализм и свободомыслие, вынудило Ф. Велькера перейти в Гёттингенский университет.
В 1817 году он был избран действительным членом Королевской Гёттингенской академии наук.
В 1819 году он был приглашён занять кафедру в новосозданном Боннском университете, где проявил себя учёностью и как прекрасный преподаватель. Работал профессором филологии и археологии, был основателем и директором университетской библиотеки и художественного музея университета. В 1837/1838 годах Ф. Велькер был ректором университета. Независимый образ мыслей и здесь принёс ему немало неприятностей, в результате, как либерально настроенный профессор согласно Карлсбадским указам был уволен.
В 1841 году Ф. Велькер предпринял новое путешествие в Италию, а оттуда в Грецию и Малую Азию; дневник этого путешествия был обнародован гораздо позже (Берлин, 1865).
В 1859 г. Ф. Велькер сложил с себя звание профессора и умер в Бонне в 1868 году. Похоронен на Старом боннском кладбище.
Велькер был пионером в области археологии и одним из первых, кто настаивал, как и Август Бёк и его ученик Карл Отфрид Мюллер, на всестороннем изучении древности, уделяя особенное внимание, на необходимости координации изучения греческого искусства и религии с филологией в противовес методам древних эллинистов, таких как Готфрид Германн.
Из многочисленных и ценных его сочинений особенно замечательны:
- «Die aeschyleische Trilogie Prometheus» (Дармштадт, 1824),
- «Die griechìschen Tragödien mit Rücksicht auf den Epischen Cyklus geordnet» (Бонн, 1839—1841);
- «Der epische Cyklus oder die homerischen Dichter» (Бонн, 1835—1849; 1 ч., новое издание, 1865; 2 ч., 1862);
- «Alte Denkmäler» (Гёттинген, 1849—1864)
- «Kleine Schriften» (Бонн и Эльберф., 1844—1917).
- «Die griechische Götterlehre» (1857—1862)